# Darren Barnet
Pour les articles homonymes, voir Barnet.
Darren Barnet, né le 27 avril 1991 à Los Angeles (Californie), est un acteur nippo-américain.
Il est connu pour son rôle de Paxton Hall-Yoshida dans la série Netflix Mes premières fois de 2020 à 2023. Parallèlement à la série, il se lance du côté du cinéma dans des films Love Hard (2021), Gran Turismo (2023), Tout sauf toi (2023), ainsi que Road House (2024).
En 2024, il interprète le Dr John Frost dans la série Chicago Med au cours de la dixième saison.

## Biographie
Darren Charles Barnet est né le 27 avril 1991 à Los Angeles. Sa mère est d'origine suédoise et japonaise, tandis que son père est d'ascendance allemande et cherokee. Il est le petit fils du musicien Charlie Barnet. Il a une sœur aînée et une sœur cadette.
D’origine américano-japonaise, Darren Barnet naît à Los Angeles et grandit à Orlando, en Floride. Attiré par les arts depuis l'enfance, il déclare vouloir devenir comédien à l'âge de cinq ans seulement. C'est durant ses études universitaires qu'il commence sa carrière en participant à plusieurs courts-métrages.

### Carrière
Après l'obtention de son diplôme en 2013, le jeune homme retourne dans sa ville natale et enchaîne les castings. Quatre ans plus tard, il décroche un rôle pour la série dramatique This Is Us, dans laquelle il interprète la version adolescente du protagoniste Jack Pearsons, d'ordinaire joué par Milo Ventimiglia. Ce passage remarqué lui permet d'apparaître dans Esprits criminels et S.W.A.T., la même année.
En 2018, Darren Barnet tient le rôle l'antagoniste dans le téléfilm Le cauchemar de ma fille, harceleur d'une célèbre influenceuse interprétée par Kelly Sullivan. Ce premier long-métrage accroît sa visibilité et quelques mois plus tard il devient l’un des acteurs réguliers de la websérie Facebook Watch, Turnt. Durant une vingtaine d'épisodes, il prête ses traits à Hot Seth, un lycéen homosexuel assumé.
En 2019, il a été choisie pour jouer le rôle de Paxton Hall-Yoshida dans la série Mes premières fois (Never Have I Ever) de Netflix avec pour co-star Maitreyi Ramakrishnan. La série, lancée en avril 2020, a été largement saluée pour sa représentation authentique de la jeunesse américaine d'origine sud-asiatique et pour sa touche comique unique.
En 2020, il fait ses débuts sur le grand écran, à l'affiche du film American Pie Présente : Girls Power dont il tient le rôle principal masculin. Il fait également une apparition dans la dernière saison de Marvel : Les Agents du SHIELD.
En 2021, il joue dans comédie romantique Love Hard de Hernán Jiménez avec Nina Dobrev et Jimmy O. Yang.
En 2023, il joue dans le film d'action Gran Turismo de Neill Blomkamp avec David Harbour, Orlando Bloom et Geri Halliwell. En 2023, il joue également dans comédie romantique Tout sauf toi (Anyone but You) de Will Gluck avec Sydney Sweeney et Glen Powell.
En 2024, il joue dans le film d'action Road House de Doug Liman avec Jake Gyllenhaal. En 2024, il rejoint la distribution principale de la série Chicago Med dans le rôle du Dr John Frost un résident en pédiatrie.

## Filmographie

### Cinéma
- 2018 : Le Cauchemar de ma fille : Joey
- 2020 : American Pie Présente : Girls Power (American Pie Presents: Girls' Rules) de Mike Elliott : Grant
- 2021 : My True Fairytale : Jay Owens (scènes supprimées)
- 2021 : Untitled Horror Movie : Max
- 2021 : Love Hard de Hernán Jiménez : Tag
- 2023 : Gran Turismo de Neill Blomkamp : Matty Davis
- 2023 : Tout sauf toi (Anyone but You) de Will Gluck : Jonathan
- 2024 : Road House de Doug Liman : Sam

### Télévision

#### Séries télévisées
- 2016 : Loosely Exactly Nicole : Kerwin
- 2017 : This Is Us : Jack jeune (1 épisode)
- 2017 : Esprits criminels : Zach Bower (1 épisode)
- 2017 : S.W.A.T. : Corby (1 épisode)
- 2018 : Turnt : Seth sexy (17 épisodes)
- 2019 : Bienvenue chez Mamilia : Floyd (1 épisode)
- 2020 : Marvel : Les Agents du SHIELD : Wilfred 'Freddy' Malick (2 épisodes)
- 2020 - 2023 : Mes premières fois : Paxton Hall-Yoshida (40 épisodes)
- 2022 : Lapin samouraï : Les chroniques d'Usagi : Usagi / Spot (voix, 10 épisodes)
- 2023 : Blue Eye Samurai : Running Man (voix - 8 épisodes)
- 2024 : Jurassic World: La théorie du chaos : Kenji Kon (voix - 8 épisodes)
- depuis 2024 : Chicago Med : Dr John Frost, résident en pédiatrie (principal - depuis la saison 10)
- 2024 : Chicago Police Department : Dr John Frost, résident en pédiatrie (saison 12, épisode 11)
- 2024 : Chicago Fire : Dr John Frost, résident en pédiatrie (saison 13, épisode 11)

## Voix françaises
- Gauthier Battoue dans :
  - Mes premières fois (série télévisée)
  - Gran Turismo
  - Tout sauf toi

et aussi
- Maxime Van Santfoort (Belgique) dans American Pie Présente : Girls Power
- Clément Moreau dans Love Hard